# Ga Ilsan
Ga Ilsan (Tiếng Hàn: 일산역, Hanja: 一山驛) là ga đường sắt trên Tuyến Gyeongui–Jungang và Tuyến Seohae nằm ở Ilsan-dong, Ilsanseo-gu, Goyang-si, Gyeonggi-do. Nó là ga lâu đời nhất trong thành phố Goyang - được xây dựng vào năm 1933, dưới thời Nhật thuộc - được thiết kế như một di sản dân tộc vào năm 2006.

## Bố trí ga
| ↑ Tanhyeon             |
| ６５ \| ４３\| ２１ \| |
| Pungsan ↓              |

| １ | Sân ga không sử dụng     | Sân ga không sử dụng | Sân ga không sử dụng                   |
| ２ | Sân ga không sử dụng     | Sân ga không sử dụng | Sân ga không sử dụng                   |
| ３ | ● Tuyến Gyeongui–Jungang | Địa phương·Tốc hành  | → Hướng đi Daegok · Seoul · Yongmun →  |
| ３ | ● Tuyến Seohae           | Địa phương           | → Hướng đi Daegok · Sosa · Wonsi →     |
| ４ | ● Tuyến Gyeongui–Jungang | Địa phương·Tốc hành  | ← Hướng đi Tanhyeon · Unjeong · Munsan |
| ４ | ● Tuyến Seohae           | Địa phương           | → Kết thúc tại ga này                  |
| ５ | Sân ga không sử dụng     | Sân ga không sử dụng | Sân ga không sử dụng                   |
| ６ | Sân ga không sử dụng     | Sân ga không sử dụng | Sân ga không sử dụng                   |